# Ауєльбек
Ауєльбе́к (каз. Әуелбек) — село у складі Актогайського району Павлодарської області Казахстану. Входить до складу Караобинського сільського округу.
Населення — 575 осіб (2021; 800 у 2009, 1189 у 1999, 1761 у 1989).
Національний склад станом на 1989 рік:
- казахи — 69 %.

До 1994 року село називалось Октябрське.